# 파동 방정식

양 끝이 고정된 줄을 따라 전달되는 파동

한 점으로 이루어진 파동원에서 퍼져나오는 파동

물리학과 수학에서 파동 방정식(波動方程式, wave equation)은 일반적인 파동을 다루는 2차 편미분 방정식이다. 음파와 전자기파, 수면파 등을 다루기 위하여 음향학, 전자기학, 유체역학 등 물리학의 여러 분야에 등장한다. 양자역학에서 위치 에너지가 없는 경우 파동 함수는 파동 방정식을 따른다.

## 개요
파동 방정식은 {\displaystyle u(\mathbf {x} ,t)}에 대한 선형 쌍곡 편미분 방정식으로, 다음과 같다.
{\displaystyle {\partial ^{2}u \over \partial t^{2}}=c^{2}\nabla ^{2}u}
여기서 {\displaystyle c}는 파동의 속도를 나타내는 매개변수다. 공기중을 진행하는 음파의 경우에는 대략 300 m/s이고, 이 속도를 음속(音速)이라 부른다. 현의 진동의 경우 {\displaystyle c}는 다양한 값을 가질 수 있다.
{\displaystyle u(\mathbf {x} ,t)}는 시각 {\displaystyle t}, 위치 {\displaystyle \mathbf {x} }에서의 파동의 진폭을 나타내는 함수다. 음파의 경우 진폭은 그곳에서의 공기의 압력이며, 진동하는 현의 경우엔 기준 위치에서부터의 변위를 나타낸다. 파동의 종류에 따라 {\displaystyle u}는 스칼라 또는 벡터일 수 있다. {\displaystyle \nabla ^{2}}는 위치 {\displaystyle x}에 대한 라플라스 연산자이다.
기본적인 파동 방정식은 선형 미분 방정식이다. 따라서 서로 다른 두 파동의 결합은 단순히 두 파의 더한 것과 같다. 또한 파동을 분석하기 위해 파를 성분별로 나누어도 된다. 푸리에 변환을 이용해 파동은 사인함수들로 쪼개어질 수 있고, 이 방법은 파동방정식을 분석하는 데 유용하다.
{\displaystyle x}축 방향으로 늘어선 1차원 (현)의 경우, 위 식은 다음과 같다.
{\displaystyle {\partial ^{2}u \over \partial t^{2}}=c^{2}{\partial ^{2}u \over \partial x^{2}}}
2차원에선 다음과 같다.
{\displaystyle {\partial ^{2}u \over \partial t^{2}}=c^{2}\left({\partial ^{2}u \over \partial x^{2}}+{\partial ^{2}u \over \partial y^{2}}\right)}
식의 상수를 주파수에 따른 변수로 생각해 더 복잡하고 실제적인 파동방정식을 만들 수 있다. 이때의 방정식은 비선형이 된다.

## 역사
현악기의 떨리는 현의 파동의 문제를 연구하기 위해 장 르 롱 달랑베르, 레온하르트 오일러, 다니엘 베르누이, 조제프루이 라그랑주 등이 연구하였다.

## 같이 보기
- 헬름홀츠 방정식
- 라플라스 연산자
- 맥스웰 방정식
- 슈뢰딩거 방정식
- 정상파